# Liste der Biografien/Roz
Liste der Biografien |
Portal Biografien |
Personensuche
# |
A |
B |
C |
D |
E |
F |
G |
H |
I |
J |
K |
L |
M |
N |
O |
P |
Q |
R |
S |
T |
U |
V |
W |
X |
Y |
Z |
?
 
Ra |
Rb |
Rd |
Re |
Rh |
Ri |
Rj |
Rk |
Rl |
Rm |
Rn |
Ro |
Rr |
Rs |
Rt |
Ru |
Rv |
Rw |
Rx |
Ry |
Rz
 
Roa |
Rob |
Roc |
Rod |
Roe |
Rof |
Rog |
Roh |
Roi |
Roj |
Rok |
Rol |
Rom |
Ron |
Roo |
Rop |
Roq |
Ror |
Ros |
Rot |
Rou |
Rov |
Row |
Rox |
Roy |
Roz 
Die Liste der Biografien führt alle Personen auf, die in der deutschsprachigen Wikipedia einen Artikel haben. Dieses ist eine Teilliste mit 154 Einträgen von Personen, deren Namen mit den Buchstaben „Roz“ beginnt.

## Roz

### Roza
- Roza, Andrej Rozman (* 1955), slowenischer Dichter, Dramatiker, Schriftsteller und Übersetzer
- Roza, Gustavo da (1933–2022), kanadischer Architekt
- Roza, Lita (1926–2008), britische Sängerin
- Rozaire, Arthur Dominique (1879–1922), impressionistischer Maler und Fotograf
- Różak, Józef (* 1945), polnischer Biathlet
- Rozakis, Bob (* 1951), US-amerikanischer Comicautor und Verlagsredakteur
- Rozakis, Christos (* 1941), griechischer Jurist und Richter am Internationalen Gerichtshof
- Rozala-Susanna von Italien († 1003), durch Heirat Gräfin von FlandernRozala-Susanna von Italien († 1003)

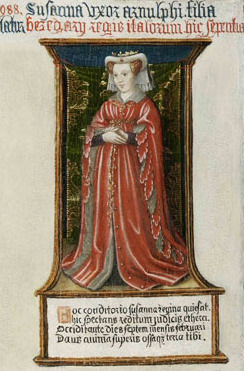
Rozala-Susanna von Italien († 1003)

- Rozalén (* 1986), spanische Sängerin und Komponistin
- Rozalla (* 1964), simbabwische Sängerin
- Różalski, Antoni (* 1952), polnischer Biologe
- Różalski, Jakub (* 1981), polnischer Maler, Illustrator und Konzeptkünstler
- Rozan, Abdul (* 1966), saudi-arabischer Fußballspieler
- Rozan, S. J. (* 1950), US-amerikanische Kriminalschriftstellerin
- Rožanc, Marjan (1930–1990), slowenischer Schriftsteller
- Rozanek, Eleonora (1896–1987), deutsche Malerin
- Rozanes, Abraham (1665–1745), Großrabbiner in Konstantinopel (1720–1745)
- Rozani, Jacob (* 1988), südafrikanischer Mittelstreckenläufer
- Różańska, Ewa (* 2000), polnische Leichtathletin
- Różański, Jarosław (* 1976), polnischer Eishockeyspieler
- Różański, Mateusz (* 1998), polnischer Weitspringer
- Rozanski, Mitchell Thomas (* 1958), US-amerikanischer Geistlicher und römisch-katholischer Erzbischof von Saint Louis
- Rozario, Emmanuel Kanon (* 1963), bangladeschischer Geistlicher und römisch-katholischer Bischof von Barisal
- Rozario, Gervas (* 1951), bangladeschischer Geistlicher, römisch-katholischer Bischof von Rajshahi
- Rozario, Godfrey de (* 1946), indischer Ordensgeistlicher, emeritierter römisch-katholischer Bischof von Baroda
- Rozario, Michael (1926–2007), bangladeschischer Geistlicher, Erzbischof von Dhaka
- Rozario, Osbert de (1924–2022), singapurischer Hockeyspieler
- Rozas, Catalina (* 2006), chilenische Hürdenläuferin
- Rozas, Wilbert (* 1953), peruanischer Politiker

### Rozc
- Różczka, Magdalena (* 1978), polnische Schauspielerin

### Rozd
- Roździeński, Walenty († 1641), schlesischer Schmiedemeister, Verwalter der Hüttenwerke, und Schriftsteller

### Roze
- Roze, Marie (1846–1926), französische Opernsängerin (Mezzosopran)
- Roze, Nicolas (1745–1819), französischer Musiklehrer und Komponist
- Roze, Pascale (* 1954), französische Schriftstellerin
- Rôze, Raymond (1875–1920), britischer Dirigent und Komponist
- Roze, Voldemārs (1905–1944), lettischer Fußballspieler
- Rozehnal, Bedřich (1902–1984), tschechischer Architekt
- Rozehnal, David (* 1980), tschechischer Fußballspieler
- Rozek, Jochen (1960–2024), deutscher Rechtswissenschaftler und Professor an der Universität Leipzig
- Rożek, Marcin (1885–1944), polnischer Bildhauer, Maler und Hochschullehrer
- Rozelle, Pete (1926–1996), US-amerikanischer Sport-Funktionär
- Rozema, Patricia (* 1958), kanadische Regisseurin und Drehbuchautorin
- Rozenbajgier, Agnieszka (* 1980), polnische Schauspielerin
- Rozenbaum, Stéphane (* 1963), französischer Szenenbildner
- Rozenberg, Grzegorz (* 1942), polnisch-niederländischer Informatiker
- Rozenberg, Pavlo (* 1983), deutscher Turm- und Wasserspringer
- Rozenbergs, Gints (* 1983), lettischer Biathlet
- Rozencwajg, Nathalie (* 1975), britische Architektin
- Rozendaal, Frank (1957–2013), niederländischer Ornithologe und Fotograf
- Rozendaal, Jacqueline van (* 1964), niederländische Bogenschützin
- Rozendaal, Jan Nathan (* 1977), niederländischer Politiker (SGP), Administrator und Bürgermeister von Elburg
- Rozenek, Andrzej (* 1969), polnischer Politiker (SLD, Twój Ruch, PPS, PO), Mitglied des Sejm
- Rozenfeld, Michał (1916–1943), polnischer jüdischer Widerstandskämpfer
- Rozenits, Demetrius (1874–1933), österreichischer Geistlicher und Politiker (CSP), Abgeordneter zum Nationalrat
- Rozenmacher, Germán (1936–1971), argentinischer Schriftsteller und Dramatiker
- Rozental, Leyb (1916–1945), litauisch-jüdisch-russischer Librettist und Bühnenautor
- Rozental, Sebastián (* 1976), chilenischer Fußballspieler
- Rozental, Stefan (1903–1994), polnischer Atomphysiker
- Rozentalis, Eduardas (* 1963), litauischer Schachmeister
- Rozentalis, Leo (* 1937), litauischer Schachspieler
- Rozentāls, Janis (1866–1917), lettischer Maler
- Rozentāls, Kārlis (* 1905), lettischer Fußballspieler
- Rozenthal, François (* 1975), französischer Eishockeyspieler
- Rozenthal, Maurice (* 1975), französischer Eishockeyspieler und -trainer
- Rozes (* 1993), US-amerikanische Sängerin und Songwriterin
- Rozet, Fanny (1881–1958), französische Bildhauerin
- Rozet, Marie-Claudine († 1784), französische Buchhändlerin in Russland
- Różewicz, Tadeusz (1921–2014), polnischer Schriftsteller

### Rozg
- Rózga, Filip (* 2006), polnischer Fußballspieler
- Rozga, Jelena (* 1977), kroatische PopsängerinJelena Rozga (* 1977)

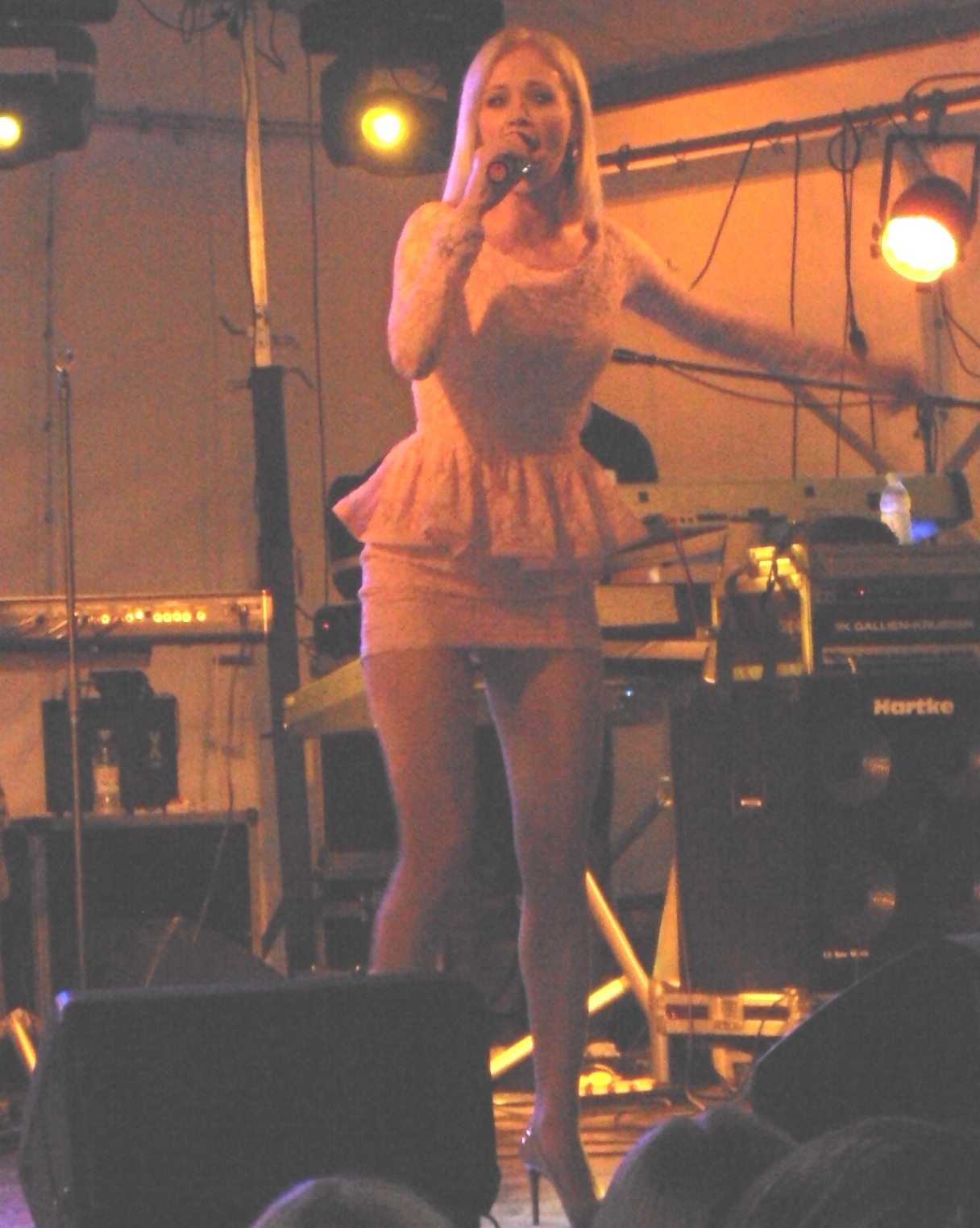
Jelena Rozga (* 1977)

- Rózga, Leszek (1924–2015), polnischer Maler, Grafiker und Hochschullehrer
- Rozgonyi, Marcel (* 1976), deutscher Fußballspieler

### Rozi
- Roziaková, Jana (* 1986), slowakische Fußballspielerin
- Rozic, Bernhard (* 1976), deutscher American-Football-Spieler
- Rožič, Vesna (1987–2013), slowenische Schachspielerin
- Rozie, Lee (* 1952), US-amerikanischer Jazzmusiker
- Rozie, Rick, US-amerikanischer Kontrabassist (Jazz, Klassik)
- Rozier, François (1734–1793), französischer Botaniker und Agrarwissenschaftler
- Rozier, Gilles (* 1963), französischer Schriftsteller und Übersetzer
- Rozier, Jacques (1926–2023), französischer Filmregisseur
- Rozier, Joseph (1924–1994), französischer Bischof
- Rozier, Kimika (* 1989), US-amerikanische Volleyballspielerin
- Rozier, Terry (* 1994), US-amerikanischer BasketballspielerTerry Rozier (* 1994)

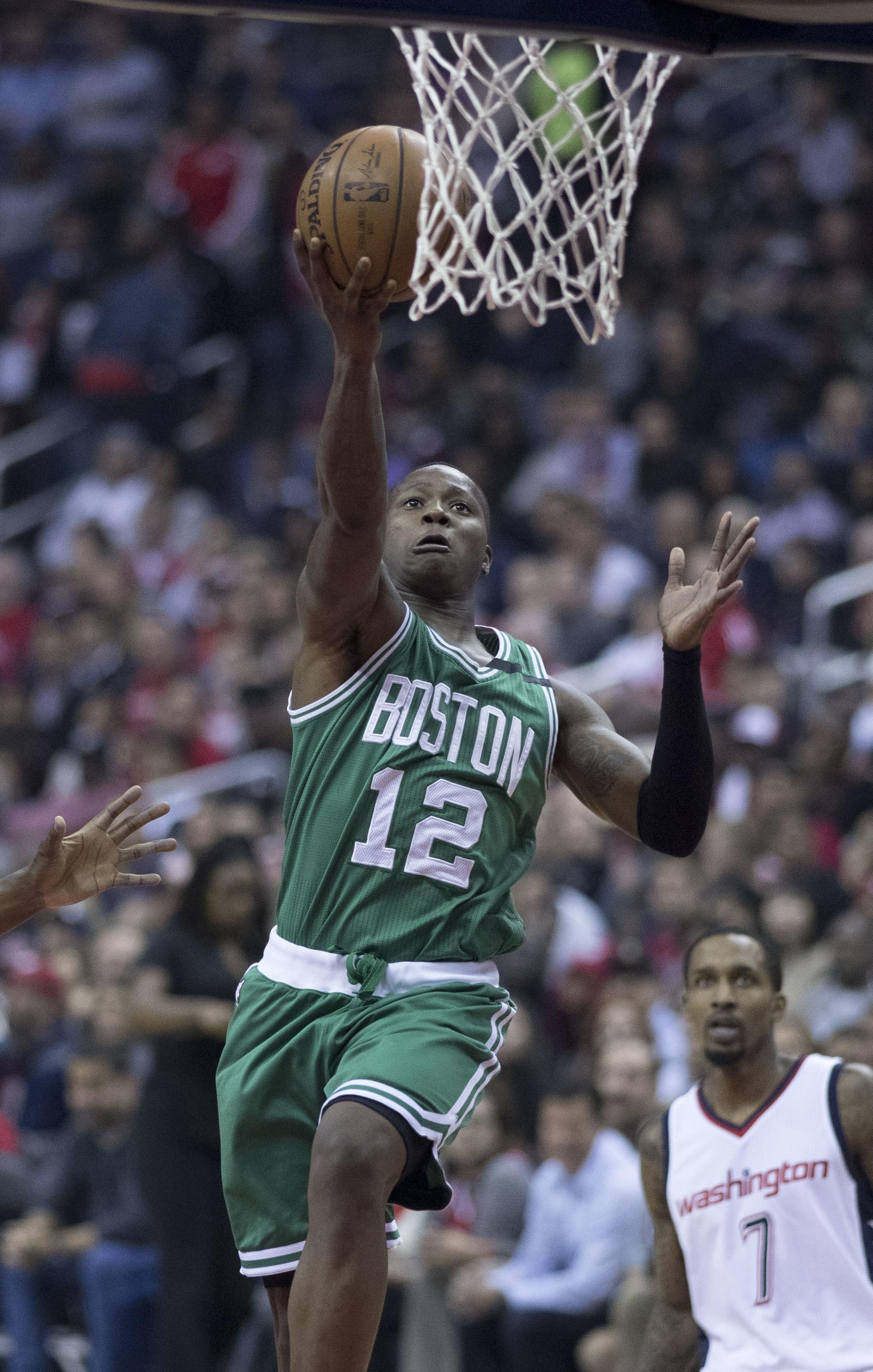
Terry Rozier (* 1994)

- Rozier, Thierry (* 1964), französischer Springreiter
- Rozière, Virginie (* 1976), französische Politikerin
- Rozin, Michal (* 1969), israelische Politikerin
- Rozin, Paul (* 1936), US-amerikanischer Ernährungspsychologe
- Rozin, Špela (* 1943), slowenische Schauspielerin
- Rozing, Daniëlle (* 1988), niederländische Handballspielerin
- Rozītis, Elmārs Ernsts (* 1948), lettischer evangelischer Geistlicher, emeritierter Erzbischof
- Rozītis, Jānis (1913–1942), lettischer Fußballspieler

### Rozk
- Rozkopál, Štefan (* 1965), slowakischer Diplomat und Beamter
- Rozkošný, Jan (1855–1947), tschechischer und österreichischer Politiker

### Rozl
- Rožlapa, Dana (* 1979), lettische Radrennfahrerin
- Rozłucki, Wiesław (* 1947), polnischer Ökonom

### Rozm
- Rozman, Franc (1911–1944), jugoslawischer Soldat im Widerstand und Nationalheld Sloweniens
- Rožman, Gregorij (1883–1959), slowenischer katholischer Priester und Bischof
- Rožman, Ivana (* 1989), nordmazedonische Sprinterin
- Rozman, Levy (* 1995), US-amerikanischer SchachspielerLevy Rozman (* 1995)

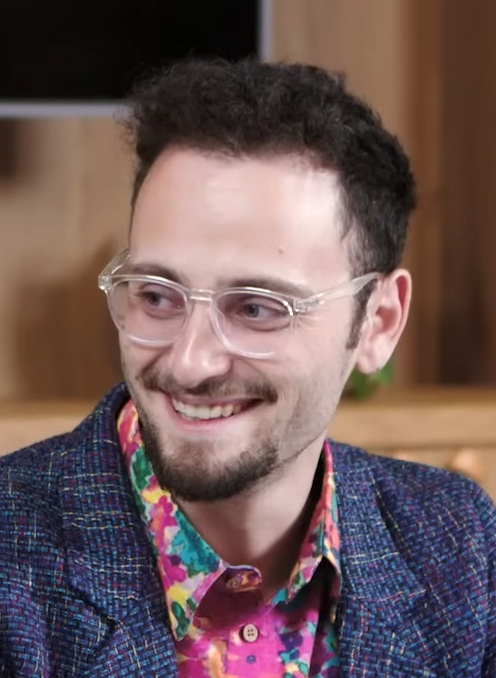
Levy Rozman (* 1995)

- Rozman, Matjaž (* 1987), slowenischer Fußballtorhüter
- Rožman, Simon (* 1983), slowenischer Fußballspieler und -trainer
- Rozmarič, Špela (* 1998), slowenische Fußballspielerin
- Roʻzmetova, Darmonjon, usbekische Sommerbiathletin
- Rozmiarek, Henryk (1949–2021), polnischer Handballtorwart
- Rozmus, Aleksander (1901–1986), polnischer Skisportler
- Rozmys, Michał (* 1995), polnischer Mittelstreckenläufer

### Rozn
- Rożniatowska, Małgorzata (* 1950), polnische Schauspielerin
- Różnicki, Krzysztof (* 2003), polnischer Leichtathlet
- Roznowska, Anna Maria (* 1985), polnische Regisseurin und Drehbuchautorin

### Rozo
- Rozo Contreras, José (1894–1976), kolumbianischer Komponist
- Rozo Gutiérrez, José Alberto (1937–2018), kolumbianischer Geistlicher und Apostolischer Vikar von Puerto Gaitán
- Rozo Gutiérrez, José Aurelio (1933–2019), kolumbianischer römisch-katholischer Ordensgeistlicher und Apostolischer Präfekt von Vichada
- Rozon, Jean-Marc (* 1961), kanadischer Freestyle-Skisportler
- Rozon, Tim (* 1976), kanadischer SchauspielerTim Rozon (* 1976)

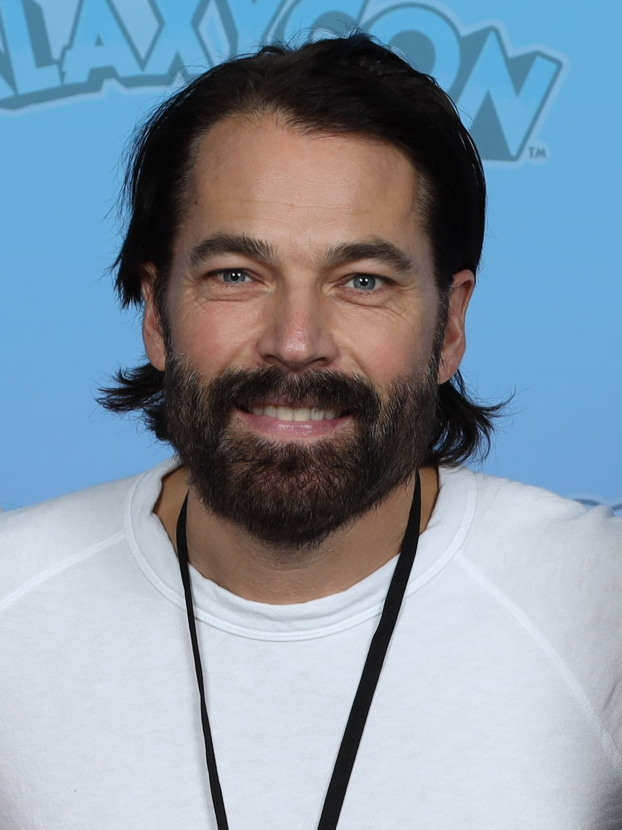
Tim Rozon (* 1976)

- Rozoum, Hervé (* 1955), französischer Gitarrist, Komponist, Arrangeur und Produzent
- Rozowski, Leib († 1943), polnischer Widerstandskämpfer
- Rozowski, Wolf († 1943), Mitglied des Allgemeinen Jüdischen Arbeiterbunds („Bund“) und Kämpfer im Warschauer Ghettoaufstand

### Rozp
- Rozpiórska, Anna (* 1961), polnische Volleyballspielerin
- Rozpondek, Halina (* 1959), polnische Politikerin, Mitglied des Sejm

### Rozs
- Rózsa, Ágnes (1910–1984), ungarisch-rumänische Schriftstellerin
- Rozsa, Edith (* 1973), kanadische Skirennläuferin
- Rózsa, Ferenc (1906–1942), ungarischer Politiker, Redakteur und Widerstandskämpfer
- Rózsa, János (* 1937), ungarischer Filmregisseur, Filmeditor, Drehbuchautor und Filmproduzent
- Rózsa, Miklós (1907–1995), ungarisch-amerikanischer mehrfach mit dem Oscar ausgezeichneter Komponist
- Rózsa, Norbert (* 1972), ungarischer Schwimmer
- Rózsa, Pál (* 1946), ungarischer Komponist
- Rózsa, Sándor (1813–1878), ungarischer BanditSándor Rózsa (1813–1878)

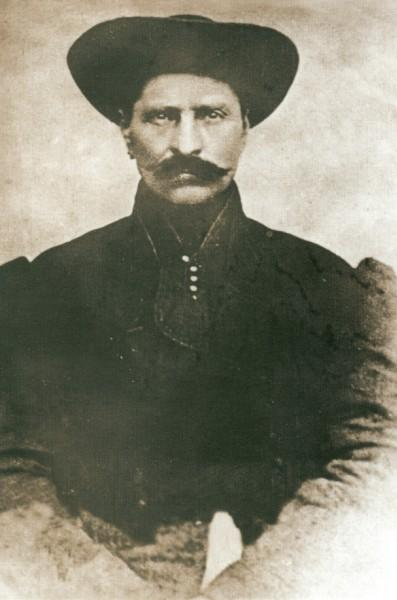
Sándor Rózsa (1813–1878)

- Rózsa, Vera (1917–2010), ungarisch-britische Sängerin und Gesangspädagogin
- Rózsahegyi, Gusztáv (1901–1975), ungarischer Sprinter
- Rózsahegyi, György (1940–2010), ungarischer Karikaturist und Maler
- Rózsás, János (1926–2012), ungarischer Schriftsteller
- Rózsás, Péter (1943–2024), ungarischer Tischtennisspieler
- Rózsavölgyi, István (1929–2012), ungarischer Leichtathlet
- Rózsavölgyi, Márk (1789–1848), ungarischer Komponist und Geiger
- Rozsíval, Michal (* 1978), tschechischer Eishockeyspieler
- Rozsnyói, Katalin (* 1942), ungarische Kanutin
- Rozsnyói, Sándor (1930–2014), ungarischer Hindernisläufer

### Rozu
- Rozum, Karl (1937–1988), österreichischer Politiker (ÖVP), Landtagsabgeordneter

### Rozv
- Rozvoda, Otakar (1914–1994), tschechoslowakischer Radrennfahrer

### Rozw
- Rozwadowski, Bartosz (* 1991), polnischer Poolbillardspieler
- Rozwadowski, Jan Michał (1867–1935), polnischer Sprachwissenschaftler
- Rozwadowski, Tadeusz (1866–1928), Feldmarschall-Leutnant und polnischer GeneralTadeusz Rozwadowski (1866–1928)

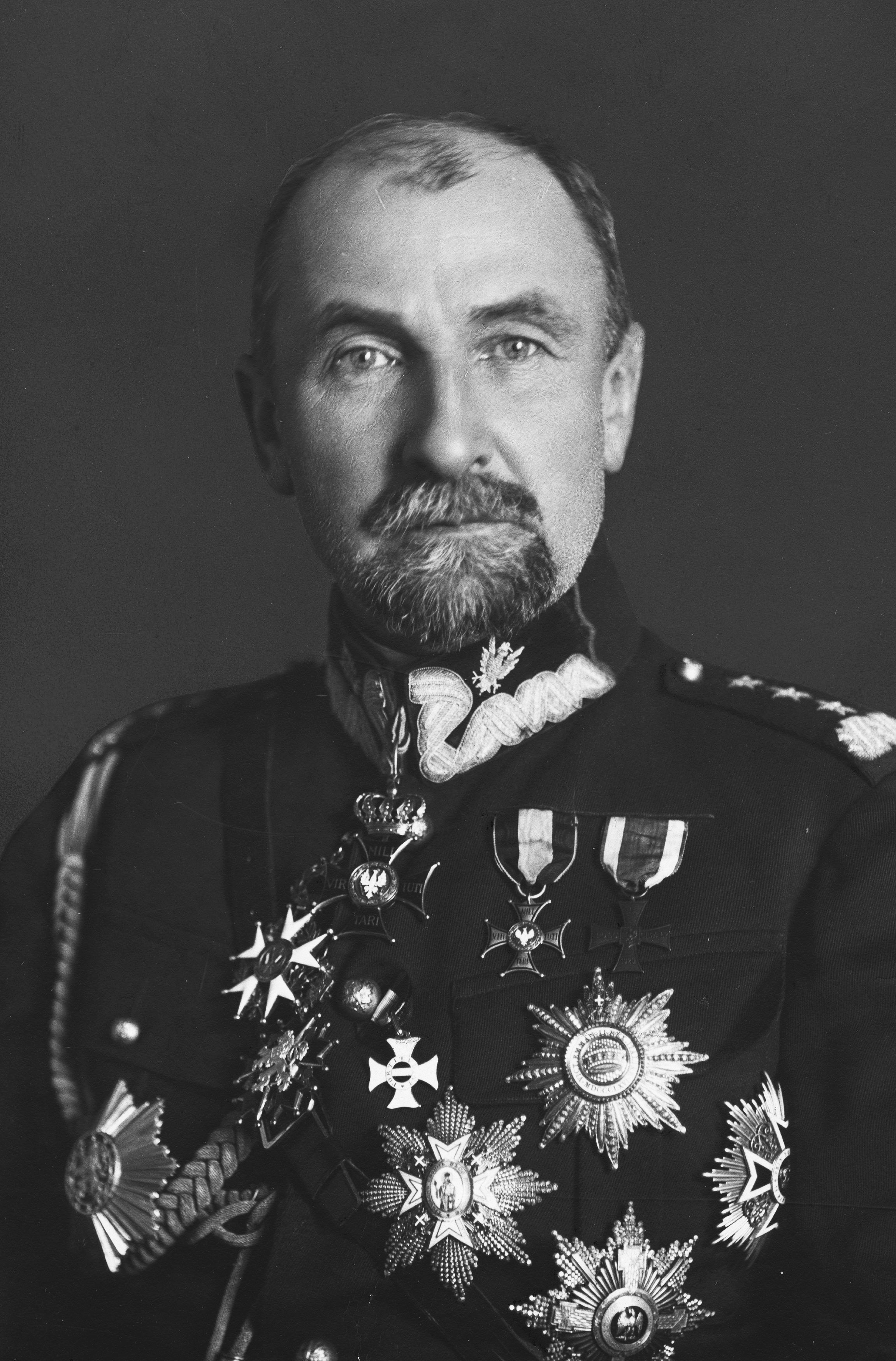
Tadeusz Rozwadowski (1866–1928)

### Rozy
- Różycki, Jacek, polnischer Komponist
- Różycki, Janusz (* 1939), polnischer Florettfechter
- Różycki, Jerzy (1909–1942), polnischer Mathematiker und Kryptoanalytiker
- Różycki, Ludomir (1883–1953), polnischer Komponist
- Różycki, Tomasz (* 1970), polnischer Lyriker und Übersetzer
- Rozycki, Wladyslaw von (1833–1915), polnisch-preußischer Rittergutsbesitzer und Politiker, MdR
- Rozynek, Marcin (* 1971), polnischer Rocksänger und Songwriter
- Rozynski, Kurt von (1864–1940), deutscher Genremaler und Illustrator
- Rozynski-Manger, Hermann von (1808–1890), preußischer Generalleutnant

### Rozz
- Rozz, Rick (* 1967), US-amerikanischer Gitarrist
- Rozzi, Antonio (* 1994), italienischer Fußballspieler
- Rozzi, Costantino (1929–1994), italienischer Unternehmer und Sportfunktionär